# P53
p53或p53蛋白、肿瘤蛋白p53（tumor protein p53），是一种调节性转录因子和肿瘤抑制因子，在细胞应激反应时被激活，通过修复或清除受损细胞，从而防止细胞发生癌变。p53蛋白在脊椎动物中具有重要功能，其通过预防基因组突变来维持稳定性、抑制肿瘤形成 ，因此p53被称为“基因组守护者”。TP53基因是位于人类染色体17p13.1上的一种抑癌基因，其编码p53蛋白。
p53是一系列同源异构蛋白的统称，属于一种腫瘤抑制蛋白，由 TP53（人体）及 Trp53（老鼠）基因编码。该蛋白是最早发现的肿瘤抑制基因所编码的蛋白之一。p53蛋白能調節細胞週期，促使細胞出現凋亡或細胞衰老（cell senescence）等現象，从而避免细胞癌变發生。p53蛋白能保持基因組的穩定性，避免或减少突變的發生。因此被稱為基因組守護者。
p53得名于1979年，因为其的分子量於SDS凝膠電泳中測得約為53kDa。不过依據胺基酸序列进行計算后发现p53蛋白的分子量應為43.7kDa.兩者所測得之分子量差別是因为该蛋白中存在大量的脯胺酸殘基，減緩了其在SDS膠電泳中的遷移速度。而此遷移速度減緩的效應在跨物種的p53蛋白皆已被觀察，如人類，嚙齒動物，青蛙和魚類。
目前在人体内发现的p53同源异构蛋白有15种；另外由於FOXO4可和p53結合以促進細胞衰老之故，因此一些和FOXO4有競爭效應的胜肽，可藉由將p53屏除於細胞核之外而成為返老藥（Senolytic）。

## 功能
p53蛋白在避免癌症發生機制上扮演重要的角色，例如，細胞凋亡 (apoptosis) 、細胞衰老（cell senescence）、基因組穩定性 (genetic stability) 、抑制血管新生 (angiogenesis)。
p53蛋白通過下列之機構達成避免癌症發生:
- 當DNA受損時，p53蛋白能活化DNA修復蛋白 (DNA repair proteins)。
- p53蛋白能抑制細胞生長,通过使细胞周期停留於G1/S的節律點上，以達成DNA損壞辨識。 (若能將細胞於此節律點上停留夠久，DNA修复蛋白將有更充裕的時間修復DNA損壞部位，並繼續細胞的生長週期。)
- 若細胞的DNA受損已不能修復，p53蛋白能起始細胞凋亡程序，避免擁有不正常遺傳資訊的細胞繼續分裂生長。

活化的p53蛋白能接合於DNA，促使多個基因表現，包括基因WAF1/CIP1，其為p21蛋白之編碼基因。 p21 (WAF1)接合於G1-S/CDK (CDK2) 和S/CDK複合體 (此蛋白在G1/S細胞週期節律點上有重要功能) 以抑制該複合體的活性。 當p21蛋白 (WAF1) 與CDK2形成複合體時，細胞將無法進入到細胞分裂的階段。 而突變後的p53蛋白將可能喪失與DNA形成有效結合的能力，造成p21蛋白將無法形成，以發出停止細胞分裂的信號。 因此，受損細胞將不受控制的進行細胞分裂，最終形成腫瘤。
根據最近的研究，p53蛋白與RB1程序經由p14ARF蛋白相互調節的可能性更加提高。

## 調節
p53蛋白藉由許多不同的壓力形式而激發其活性，其中包括但不僅僅侷限於DNA損傷 (包括 UV, IR或化學物質如過氧化氫 (hydrogen peroxide)所造成的損傷)，氧化壓力 (oxidative stress)，滲透壓力 (osmotic stress)，核糖核苷酸缺乏 (nucleotide depletion) 和喪失調節癌基因表現能力。這些活性激發可由兩個主要的事件得出。首先，在受到壓力的細胞中，p53蛋白的半衰期 (half-life) 會突然的增加，造成p53蛋白在細胞中的累積。再來則是構型變化 (conformational change) 使得p53蛋白被激發成為轉錄調節因子 (transcription regulator)。